# Élections locales indonésiennes de novembre 2024

Logo utilisé

Les élections locales indonésiennes de novembre 2024 ont lieu le 27 novembre 2024 en Indonésie afin d'élire au scrutin direct les gouverneurs de provinces, ainsi que les régents de kabupatens et les maires de Kotas, neuf mois après les élections des conseils provinciaux et municipaux.